# مشوط
مَشُوط أو مَشُوط الغراب (الاسم العلمي: Acrostichum)، جنس نباتات برية وتزيينية من السرخسيات.أنواعه أربعة ثلاثة منها حية وواحد منقرض، ترغب المناقع والمواقع الرطبة الظليلة.